# Скоки (город)
Скоки (город) (пол. Skoki (województwo wielkopolskie)) — город в Польше, входит в Великопольское воеводство, Вонгровецкий повят. Занимает площадь 11,2 км². Население 3779 человек (на 2004 год). Административный центр гмины (волости) Скоки

## Известные уроженцы и жители
- Рей, Анджей (ок. 1584—1641) — дипломат Речи Посполитой, посол Речи Посполитой в Англии, секретарь короля польского и великого князя литовского Владислава IV.